# FC Livyi Bereh Kyiv
El FC Livyi Bereh Kyiv (en ucraniano: Футбольний клуб «Лівий берег» Київ) es un equipo de fútbol de Ucrania que juega en la Primera Liga de Ucrania, la segunda categoría nacional.

## Historia
Fue fundado en septiembre de 2017 en la ciudad de Osokorky por Mykola Lavrenko, quien fuera presidente del Polihraftekhnika Oleksandriya (actual FC Oleksandriya). El Livyi Bereh Kyiv participaría por primera vez en las competiciones nacionales en la temporada 2020–21 como reemplazo del FC imeni Lva Yashina durante el receso invernal. Su primer partido a nivel nacional lo jugó el 24 de abril de 2021 de local ante el FC Olimpiya Savyntsi, que terminó con victoria por 2:1. El club tendría una mala temporada y terminó en 6° lugar de su grupo.
Luego de ser aceptado en la Segunda Liga de Ucrania, el club contrató a varios veteranos campeones en la Universiade como Vitaliy Reva, Oleksandr Akymenko, Artem Starhorodskyi, Andriy Zaporozhan. El primer partido del club como equipo profesional lo jugó el 25 de julio de 2021 de local ante el LNZ Cherkasy al que venció por 2:1. El club iba en segundo lugar entre 15 equipos antes de que el campeonato fuera detenido a causa de la invasión rusa. El club decidió pausar sus operaciones y no jugaría en la temporada (2022–23). La Professional Football League (PFL) permitió que varios equipos se declararan en pausa debido a la situación del país. 
En 2023 el Livyi Bereh regresó a las actividades en la PFL Winter Cup, torneo de mitad de temporada. En el verano de 2023 la PFL ratificó el segundo lugar del Livyi Bereh de la temporada 2021–22 y fue admitido en la Primera Liga de Ucrania. El club finalizaría en tercer lugar en la temporada 2023–24, lo que le dio la clasificación al play-off de ascenso. El Livyi Bereh venció al Obolon y logró el ascenso. Para la temporada 2024–25 decidieron inscribir dos equipos, uno en la primera liga y el otro en la segunda liga.

## Palmarés
- PFL Winter Cup: 1

2023